# Aquarium (musikalbum, Aqua)
Aquarium är debutalbumet av den danska popgruppen Aqua, utgivet av Universal Music den 26 mars (9 september i USA) år 1997.
År 1997 slog Aqua igenom på bred front och fick en storsäljare med singeln "Barbie Girl".

## Låtlista
1. "Happy Boys & Girls" (Søren Rasted, Claus Norreen, René Dif, Lene Nystrøm) – 3:37
2. "My Oh My" (Rasted, Norreen, Dif) – 3:22
3. "Barbie Girl" (Rasted, Norreen, Dif) – 3:16
4. "Good Morning Sunshine" (Rasted, Norreen, Dif) – 4:05
5. "Doctor Jones" (Rasted, Norreen, Anders Øland, Dif) – 3:22
6. "Heat of the Night" (Rasted, Norreen) – 3:33
7. "Be a Man" (Rasted, Norreen, Nystrøm) – 4:22
8. "Lollipop (Candyman)" (Rasted, Norreen, Nystrøm, Dif, Hartman & Langhoff) – 3:35
9. "Roses Are Red"  (Rasted, Norreen, Nystrøm, Dif, Hartman & Langhoff) – 3:43
10. "Turn Back Time" (Rasted, Norreen) – 4:10
11. "Calling You" (Rasted, Norreen, Dif, Hartman & Langhoff) – 3:33
12. "Didn't I" (bonuslåt) – 3:22